# دیوان حافظ (تصحیح رشید عیوضی)
دیوان حافظ یکی از تصحیح‌های دیوان حافظ به‌اهتمام رشید عیوضی است که در سال ۱۳۵۶ منتشر شد.

## ویراست‌ها
- بر اساس سه نسخه، ۱۳۵۶
- بر اساس هشت نسخه، ۱۳۷۶ (برندهٔ کتاب سال)
- بر اساس نه نسخه، ۱۳۸۵

## نقد و بررسی
یحیی نورالدینی اقدم در مقاله‌ای به بررسی مفصل این تصحیح پرداخته‌است.